# Romaszki (obwód leningradzki)
Romaszki (ros. Ромашки) – osiedle w Rosji, w obwodzie leningradzkim, w rejonie priozierskim. W 2010 liczyło 1276 mieszkańców.